# Waterspinnen
De waterspinnen (Cybaeidae) zijn een familie van spinnen. De familie omvatte een aantal soorten die in of op het water jagen, waaronder de waterspin. Die laatste moet op basis van de resultaten van het onderzoek door Wheeler et al. nu in de familie van de kaardertjes worden geplaatst. Ook voor het overige is de familie sinds 2017 flink op de schop gegaan, waarbij geslachten zijn uitgewisseld met de kaardertjes (Dictynidae) en de kamstaartjes (Hahniidae).

## Geslachten
- Allocybaeina Bennett, 2020
- Blabomma Chamberlin & Ivie, 1937
- Calymmaria Chamberlin & Ivie, 1937
- Cryphoeca Thorell, 1870
- Cryphoecina Deltshev, 1997
- Cybaeina Chamberlin & Ivie, 1932
- Cybaeota  Chamberlin & Ivie, 1933
- Cybaeozyga Chamberlin & Ivie, 1937
- Cybaeus Koch, 1868
- Dirksia Chamberlin & Ivie, 1942
- Ethobuella Chamberlin & Ivie, 1937
- Guicybaeus Wang, Chen, Yang & Zhang, 2023
- Mastigusa Menge, 1854
- Neocryphoeca Roth, 1970
- Neocybaeina Bennett, 2023
- Pseudocybaeota Bennett, 2022
- Rothaeina Bennett, 2023
- Sincybaeus Wang & Zhang, 2022
- Symposia Simon, 1898
- Tuberta Simon, 1884
- Vagellia Simon, 1899
- Willisus Roth, 1981
- Yorima Chamberlin & Ivie, 1942